# La Résurrection du Christ (film)
Pour les articles homonymes, voir Résurrection (homonymie) et La Résurrection du Christ (Raphaël).
Pour plus de détails, voir Fiche technique et Distribution.
La Résurrection du Christ (Risen) est un péplum américain coécrit et réalisé par Kevin Reynolds, sorti en 2016.

## Synopsis
À Jérusalem lors des quarante jours qui succèdent à la résurrection du Christ, puis en Galilée. Clavius, un tribun militaire romain, et son aide de camp Lucius sont mandatés par Ponce Pilate pour superviser la crucifixion d'un juif nommé Jésus de Nazareth. Après la mort du condamné et sous la pression du Sanhédrin, Pilate ordonne de faire sceller et garder le tombeau mais le lendemain, les deux sentinelles ont disparu et le tombeau est vide. Pilate charge Clavius d'enquêter sur la disparition du corps du Nazaréen. Pourchassant les disciples du Christ soupçonnés d'avoir enlevé le corps, Clavius se convertit progressivement lorsqu'il les retrouve dans une petite maison de Jérusalem autour de Jésus ressuscité. Il finit par les rejoindre en Galilée. Pilate, se sentant trahi, envoie Lucius le tuer, mais Clavius s'en va se perdre au désert, incertain de ce qu'il a vu.

## Fiche technique
Sauf indication contraire, les informations mentionnées dans cette section peuvent être confirmées par la base de données cinématographiques IMDb,  présente dans la section « Liens externes ».
- Titre original : Risen
- Titre francophone : La Résurrection du Christ
- Réalisation : Kevin Reynolds
- Scénario : Paul Aiello, Karen Janszen et Kevin Reynolds
- Direction artistique : Stefano Maria Ortolani
- Décors : Ino Bonello et Eugenio Ulissi
- Costumes : Maurizio Millenotti
- Photographie : Lorenzo Senatore
- Montage : Paul G. Day
- Musique : Roque Baños
- Production : Patrick Aiello, Mickey Liddell et Pete Shilaimon
- Sociétés de production : LD Entertainment et Big Wheel Entertainment
- Sociétés de distribution : SAJE Distribution (France), Columbia Pictures (États-Unis)
- Budget : 20 millions de dollars[1],[2]
- Pays d’origine :  États-Unis
- Langue originale : anglais
- Format : couleur
- Genre : péplum, drame, thriller
- Durée : 102 minutes
- Dates de sortie :
  -  États-Unis : 19 février 2016
  -  France : 4 mai 2016

## Distribution
- Joseph Fiennes (VF : Éric Herson-Macarel) : Clavius Aquila Valerius Niger
- Tom Felton (VF : Alexandre Gillet) : Lucius Tyco Ennius
- Cliff Curtis (VF : Bruno Magne) : Jésus de Nazareth (Yeshua)
- Peter Firth (VF : Vincent Grass) : Ponce Pilate
- María Botto (VF : Ethel Houbiers) : Marie Madeleine
- Antonio Gil : Joseph d'Arimathie
- Stewart Scudamore : Pierre
- Mark Killeen : Antoine
- Pepe Lorente : Thaddée
- Jan Cornet : Thomas
- Mario Tardón : André
- Stephen Hagan (VF : Stéphane Ronchewski) : Barthélémy
- Joe Manjó : Simon le Zélote
- Stavros Demetraki : Philippe
- Mish Boyko : Jean
- Manu Fullola : Mathieu
- Alberto Ayala : Jacques le Juste
- Selva Rasalingam
- Karim Saleh[3] : chef des Zélotes

## Production

### Genèse et développement
En 2013, Kevin Reynolds annonce un projet intitulé Resurrection. Scénarisé par Paul Aiello, ce film est décrit comme un thriller qui sera une suite non officielle de La Passion du Christ de Mel Gibson.

« J’ai toujours eu envie de raconter une histoire comme celle-ci, gonflée du souffle épique des grandes productions hollywoodiennes. Bien sûr, nous voulions que tous ceux qui ont la foi se sentent représentés de façon juste. Mais si vous ne croyez pas, toute l’action de ce film et les grandes scènes dramatiques vous procureront tout le divertissement dont vous rêvez. Il est hors de question de dire à qui que ce soit de croire. Les gens peuvent s’appuyer sur ce film pour interroger leur propre spiritualité, ou simplement l’apprécier comme un pur divertissement cinématographique. »

— Kevin Reynolds

### Tournage
Le tournage a lieu d'août à novembre 2015. Il se déroule à Malte et en Andalousie (Almería - notamment l'Alcazaba, Cabo de Gata, désert de Tabernas, San José, l'Alcazaba de Malaga),.
Pour accentuer au maximum la tension qui lie Clavius et Jésus de Nazareth, leurs interprètes respectifs Joseph Fiennes et Cliff Curtis se sont tenus éloignés quasiment durant les 4 mois du tournage :

« Nous n’avons jamais passé de temps ensemble et je pense que cela a rendu nos confrontations devant la caméra plus intenses. L’énergie entre nous est palpable. Nous nous trouvions souvent dans la même pièce mais nous ne nous sommes jamais approchés, et cela a rendu plus forts les moments où nous avions enfin un contact face à face, un échange émotionnel et verbal. »

— Joseph Fiennes

## Accueil

### Critique
Le film reçoit des critiques partagées. Sur l'agrégateur américain Rotten Tomatoes, il récolte 53 d'opinions favorables pour 129 critiques et une note moyenne de 5,59⁄10. Sur Metacritic, il obtient une note moyenne de 51⁄100 pour 28 critiques.
En France, le film obtient une note moyenne de 2,3⁄5 sur le site Allociné, qui recense 7 titres de presse.
Pascal Ide, prêtre catholique du diocèse de Paris, médecin, docteur en philosophie et en théologie, publie une longue critique-analyse du film. Il écrit notamment « On pourra encore regretter le caractère trop spectaculaire (par exemple de la bataille initiale ou de l’Ascension finale) en décohérence avec la sobriété caractéristique du style biblique. Pourtant, bien des traits du péplum classique ont été atténués » ou encore « Je me suis laissé toucher par ce film à plusieurs reprises ».

### Box-office
| Pays ou région    | Box-office     | Date d'arrêt du box-office | Nombre de semaines |
| ----------------- | -------------- | -------------------------- | ------------------ |
| États-Unis Canada | 36 880 033 $   | 19 mai 2016                | 13                 |
| France            | 95 902 entrées | -                          | -                  |
| Total mondial     | 46 432 579 $   | -                          | -                  |